# Rathaus (Hasloch)

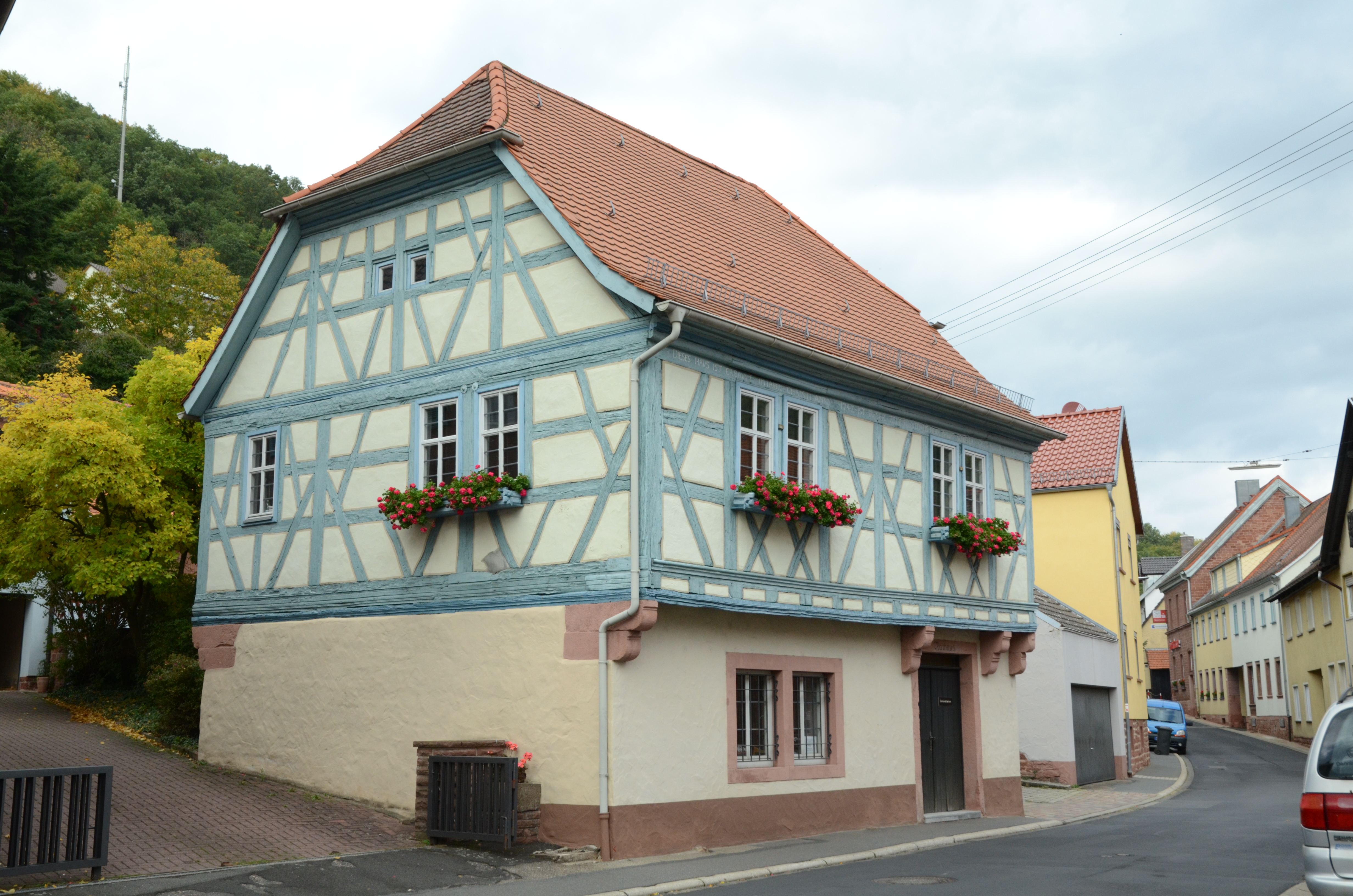
Rathaus in Hasloch

Das Rathaus in Hasloch, einer Gemeinde im unterfränkischen Landkreis Main-Spessart in Bayern, wurde 1742 errichtet. Das Rathaus an der Spessartstraße 3 ist ein geschütztes Baudenkmal. 
Der zweigeschossige, traufständige Halbwalmdachbau mit auf Konsolen vorkragendem Fachwerkobergeschoss hat Fackwerkverzierungen in Form von Mannfiguren und Andreaskreuzen.